# Surnom des équipes nationales de rugby à XV
Cet article dresse une liste de surnoms donnés aux équipes nationales de rugby à XV. Le surnom générique « XV de [nom du pays] » (par ex. « XV de France ») n'est pas répété pour chaque pays.

## Afrique
| Sélection      | Surnom                  | Traduction en français |
| -------------- | ----------------------- | ---------------------- |
| Afrique du Sud | The Springboks          | Les Springboks         |
| Algérie        | Le XV aux deux Lions    |                        |
| Burkina Faso   | Les Étalons             |                        |
| Cameroun       | Les Lions indomptables  |                        |
| Côte d'Ivoire  | Les Éléphants           |                        |
| Kenya          | Simbas                  | Les lions              |
| Lesotho        | Likatola, les Stallions | Les étalons            |
| Madagascar     | Les Makis               |                        |
| Maroc          | Les Lions de l'Atlas    |                        |
| Namibie        | Les Welwitschias        |                        |
| Ouganda        | The Rugby Cranes        | Les Grues              |
| Rwanda         | Silverbacks             | Dos argentés           |
| Tanzanie       | Twigas                  | Les Girafes            |
| Tunisie        | Les Aigles de Carthage  |                        |
| Zimbabwe       | Les Sables              | Les Hippotragues noirs |

## Amérique du Nord, Amérique centrale et Caraïbes
| Sélection  | Surnom         | Traduction en français |
| ---------- | -------------- | ---------------------- |
| Canada     | Canucks        |                        |
| États-Unis | The Eagles     | Les Aigles             |
| Mexique    | Las Serpientes | Les serpents           |

## Amérique du Sud
| Sélection  | Surnom                         | Traduction en français |
| ---------- | ------------------------------ | ---------------------- |
| Argentine  | : Los Pumas · : Las Yaguaretés | Les Pumas              |
| Brésil     | : Os Tupis · : As Yaras        | Les Tupi Les Iara (en) |
| Chili      | Los Cóndores                   | Les Condors            |
| Colombie   | Los Tucanes                    | Les Toucans            |
| Costa Rica | : Los Guarias · : Las Guarias  | Les Guaria morada (en) |
| Guatemala  | Los Jaguares                   | Les Jaguars            |
| Pérou      | Los Tumis                      | Les Tumis              |
| Uruguay    | Los Teros                      | Les Vanneau téro       |

## Asie
| Sélection    | Surnom                                                            | Traduction en français                        |
| ------------ | ----------------------------------------------------------------- | --------------------------------------------- |
| Corée du Sud |                                                                   |                                               |
| Hong Kong    | Dragons                                                           | Les Dragons                                   |
| Japon        | The Cherry Blossoms (avant 2003) The Brave Blossoms (depuis 2003) | Les Fleurs de cerisier Les Fleurs courageuses |
| Pakistan     | The Green Shirts                                                  | Les maillots verts                            |
| Philippines  | The Volcanoes                                                     | Les Volcans                                   |

## Europe
| Sélection      | Surnom                                  | Traduction en français               |
| -------------- | --------------------------------------- | ------------------------------------ |
| Allemagne      | Die Mannschaft                          | L'Équipe                             |
| Andorre        | : Els Isards · : Les Grandalles         | Les Isards Les Narcisses des poètes  |
| Angleterre     | Red rose                                | Le XV de la Rose                     |
| Belgique       | Zwarte Duivels                          | Diables noirs                        |
| Écosse         | Thistle                                 | Le XV du chardon                     |
| Espagne        | XV del León                             | Le XV du lion                        |
| France         | Les Bleus Les Tricolores (anciennement) |                                      |
| Pays de Galles | Leek , The Red Dragons                  | Le XV du Poireau, les Dragons rouges |
| Géorgie        | Lelos                                   |                                      |
| Grèce          | I Ethniki                               | La national                          |
| Irlande        | Shamrock                                | Le XV du Trèfle                      |
| Italie         | Azzurri, Squadra Azzurra                | L'équipe bleue                       |
| Kazakhstan     | көшпенділер                             | Les Nomades                          |
| Luxembourg     | die Löwen                               | Les Lions                            |
| Pays-Bas       | Oranjes                                 | Les Oranges                          |
| Portugal       | Os Lobos                                | Les Loups                            |
| Roumanie       | Stejarii                                | Les Chênes                           |
| Russie         | Медведь                                 | Les Ours                             |
| Slovénie       | Encijani                                | Les Gentianes                        |
| Suisse         | Le XV de l'edelweiss                    |                                      |
| Turquie        | Ay Yıldızlar                            | Les Étoiles de la Lune               |

## Océanie
| Sélection                 | Surnom             | Traduction en français |
| ------------------------- | ------------------ | ---------------------- |
| Australie                 | The Wallabies      | Les Wallabies          |
| Fidji                     | The Flying Fijians | Les Fidjiens volants   |
| Nouvelle-Zélande          | The All Blacks     | Les All Blacks         |
| Papouasie-Nouvelle-Guinée | Pukpuks            | Les Crocodiles         |
| Samoa                     | Manu Samoa         |                        |
| Samoa américaines         | Talavalu           | Les Talavalu           |
| Tonga                     | Ikale Tahi         | Les aigles de mer      |
| Tahiti                    | Tahiti Nui         |                        |